# Magallanes (Sorsogon)
Magallanes é um município de  terceira classe de renda municipal (d) na província Sorsogon, nas Filipinas. De acordo com o censo de 1 de maio  de  2020 possui uma população de 37 411 pessoas e 8 393 domicílios.